# 5928 Pindarus
5928 Pindarus è un asteroide della fascia principale. Scoperto nel 1973, presenta un'orbita caratterizzata da un semiasse maggiore pari a 3,9809310 UA e da un'eccentricità di 0,1246891, inclinata di 9,27008° rispetto all'eclittica.